# Featherbed frame
Het featherbed frame was een met brons gelast dubbel wiegframe met roadholder voorvork, rond 1949 ontwikkeld door de Ierse broers Cromie en Rex McCandless voor de Norton Manx 500 racer van Geoff Duke.

## Featherbed frame
Het frame combineerde goede stuurkwaliteiten met comfort en kreeg van fabrieksrijder Harold Daniell de bijnaam featherbed. De naam werd door de fabriek overgenomen en het frame werd vanaf de Dominator 88 uit 1952 toegepast op de meeste Nortons tot 1966 en nog twintig jaar in Japan gekopieerd. Het was zo goed dat vaak blokken van andere merken werden ingebouwd, zoals de Norbsa (Norton-frame met BSA-motor, de Norvin (Norton-frame met Vincent-motor) en de Triton (Triumph-motor met Norton-frame).
Norton kwam zelfs in de problemen doordat de klanten featherbed frames wilden die de toeleveranciers niet in grote aantallen konden produceren. Toen er eindelijk genoeg featherbed frames waren, was de vraag naar Norton eencilinders sterk gedaald. De bouwers van hybride-motorfietsen die een featherbed-frame zochten gebruikten daarvoor soms de frames van de (relatief goedkope) 350cc-Norton Model 50 of van teams van de Formule 3-autoraceklasse, die de frames verkochten omdat ze alleen het motorblok konden gebruiken.

## Slimline frame
Een doorontwikkeling van dit frame in 1960 met een versmalling ter hoogte van de knieën werd het "Slimline frame" genoemd. Het maakte het mogelijk om zowel de achterzijde van de tank als de voorzijde van het duozadel smaller te maken, waardoor kleine berijders makkelijker hun voeten aan de grond konden krijgen.

## Wideline frame
Het Wideline frame was geen nieuw frame, maar de nieuwe naam voor het Featherbed frame nadat het Slimline frame was geïntroduceerd.

## Lowboy frame
Een 6,5cm-lagere versie van het featherbed frame werd toegepast op de 500-cc-Norton Domiracer uit 1961. Dit werd het "Lowboy frame" genoemd.

## Gebroeders McCandless
Rex McCandless werd in 1915 in Hillsborough (Noord-Ierland) geboren en overleed in 1995. Hij was monteur en begon samen met zijn broer Cromie in 1943 een reparatiewerkplaats voor het "Ministry of Supply" een oorlogsdepartement voor de bevoorrading. In die tijd bouwde hij zijn eigen motorfiets, die het prototype zou worden voor het Featherbed Frame dat in 1950 zou worden gekocht door Norton. Hierna werkte hij aan verbetering van het frame (resulterend in het "Slimline"- en het "Lowboy frame") en de Kneeler, een verlaagd frame voor racezijspannen. In de jaren vijftig ging hij zich ook bezighouden met formule 1 auto's en ontwierp hij twee aluminium raceauto's voor Harry Ferguson. In de jaren zestig bouwde hij zijn eigen autogiro.
Cromie McCandless (17 januari 1921-18 januari 1992) werd na de Tweede Wereldoorlog een redelijk succesvol motorcoureur. In 1951 won hij met Mondial de 125cc Grand Prix' van Ulster en Man en werd hij derde in het wereldkampioenschap 125cc.
Achterbrug · Balhoofd · Brugframe · Buisframe · Composietframe · Deltabox · Dubbel wiegframe · Duplex frame · E-box frame · Enkel wiegframe · FAST frame · Featherbed frame · Garden gate frame · Lateral Frame Concept · LCG Twin Tube · Loop Frame · Lowboy frame · MR-Albox · Omega frame · Open frame · Perimeter frame · Pivot frame · Pivotless frame · Plaatframe · Raked frame · Rigid frame · Semi-pivotless frame · Slimline frame · Spaceframe · Springframe · Starframe · Stijf frame · Tankframe · Twin Spar frame · Vakwerkframe · Wiegframe · Zeta frame